# Julio Galán Martín
Julio Galán Martín (Oviedo, 1946 - Oviedo, 28 de noviembre de 2003) fue un escenógrafo e interiorista español.
Nació en el seno de una familia de artistas: su padre y su abuelo, Julio Galán Gómez y Julio Galán Carvajal fueron dos de los más destacados arquitectos de Oviedo del siglo XX; además, era sobrino del escritor José Luis Martín Vigil, y sobrino nieto de la pintora María Galán.
Tuvo su primer contacto con el teatro en su tierra, y a finales de los años 1970 viajó a Madrid para proseguir con su carrera, compatibilizando sus trabajos de escenografía y vestuario para teatro y ópera con el diseño de interiores. Consiguió el reconocimiento a nivel nacional en 1980, cuando colaboró con Emilio Sagi en el montaje de la ópera La Traviata, de Giuseppe Verdi, espectáculo que les mereció el sobrenombre de tándem Sagi-Galán, y fue aplaudida en numerosos teatros españoles e internacionales, pues trabajó en escenarios de Washington, Los Ángeles, Tokio, Venecia, Ginebra, Buenos Aires o Bolonia, entre otros.
Entre sus montajes destacan Lucía de Lammermoor, Tosca o su visión de La Bohéme, y se encargó del montaje y escenografía de la gala de los Premios Goya en 1995.